# Gabagan
Gabagan, ou parfois Rio Gabagan est une ville de la province de Sancti Spíritus, à Cuba. Elle se situe à 17 kilomètres de la municipalité de Trinidad.